# Pjasycznik
Pjasycznik (bułg. Пясъчник) – rzeka okresowa w południowej Bułgarii. Wypływa ze zbiornika retencyjnego Pjasycznik, uchodzi do rzeki Marica. Przepływa między innymi przez takie miejscowości jak: Nedelewo, Ceretelewo, Golam czardak, Małyk czardak.